# سليمان النخلي
سليمان حسن النخلي مواليد 1 أغسطس 1995 في ، السعودية، هو لاعب كرة قدم سعودي يلعب لالنادي العربي في خط الوسط .

## مسيرة اللاعب
لعب في نادي الثقبة ونادي الجبلين ونادي الساحل ونادي العروبة.